# Gigi D'Agostino
Gigi D'Agostino, pseudonimo di Luigino Celestino Di Agostino (Torino, 17 dicembre 1967), è un disc jockey e produttore discografico italiano, noto anche come "Gigi D'Ag" (o "Gigi Dag") e numerosi altri pseudonimi.
Autore principalmente di musica dance, ha etichettato parte della sua produzione come "Lento violento" e altra come "Mediterranean progressive", stile in cui verranno riconosciuti altri musicisti della scena Italo dance a cavallo fra gli anni novanta e duemila.

## Biografia

### Fino al 1997
Nato a Torino da genitori di origini salernitane (di Prignano Cilento), suo padre Nicola è un operaio e un appassionato suonatore di fisarmonica. Dopo le medie frequenta l'Istituto professionale Galileo Galilei dove, per problemi di condotta, è rimasto solo un anno, giusto il tempo di imparare a montare la centralina delle luci. Da giovane lavora come muratore ed elettricista.
Inizia l'attività di disc jockey nel 1986 a Torino, nella discoteca Woodstock. Del 1993 è il gruppo Voyager, intrapreso con Sergio Datta e Maurizio de Stefani che inizia con Hypnotribe e prosegue con Baseball Furies, per terminare nel 1994 con City of Night. In questo periodo lavora anche nella discoteca Ultimo Impero, prima come organizzatore di serate e poi come ospite. Sempre nel 1994 inizia a collaborare con Daniele Gas, con il quale pubblicherà il primo disco: The Mind's Journey. Seguiranno poi Experiments Vol. 1, Creative Nature Vol. 1 e Creative Nature Vol. 2.
I primi airplay radiofonici arrivano in concomitanza con la primavera del 1996: Fly (cover de Il tempo passa di Giancarlo Bigazzi e Marco Falagiani, tratto dalla colonna sonora del film Mediterraneo), Sweetly, New Year's Day (cover degli U2),  Gigi's Violin, Elektro Message e Angel's Symphony vengono trasmessi e apprezzati tanto che il singolo Gigi's Violin/Fly raggiunge il quarto posto in classifica italiana. Dopo pochi mesi esce il primo album, intitolato Gigi D'Agostino.

### 1998-2002
Nel 1998 inizia la collaborazione con Carlo Montagner e Paolo Sandrini e pubblica Elisir, che diviene una delle hit dell'estate 1998, seguita poi da due produzioni firmate da solo per i club: Cuba Libre, sotto lo pseudonimo GG D'Ag, e Movimento, sotto lo pseudonimo Noise Maker. Nel 1999 arriva il successo internazionale con il singolo Bla Bla Bla. Egli descrisse il singolo come: "un pezzo che scrissi pensando a tutte le persone che parlano e parlano senza dire niente!". Il 26 novembre 1999 pubblica uno dei suoi album più iconici, ovvero L’Amour Toujours. Nella copertina di questo album appare per la prima volta quello che poi diventerà il suo simbolo "舞" cioè "Danza" in cinese. Questo simbolo influenzerà da lì in poi il suo abbigliamento (soprattutto cappelli e maglie), le successive copertine dei suoi dischi, i gadget (famoso il cuore con le ali usato spesso nei suoi concerti) e i suoi video musicali.
Caratteristica dei suoi DJ set è il fatto che a ogni serata viene seguito dal proprio soundsystem come in un vero e proprio concerto. 
Nel 2001 venne premiato come "miglior artista dance italiano" al "Dance Award" presentato da Albertino all'Alcatraz di Milano (evento andato in onda su Italia 1).
Nello stesso anno vinse il premio "Dance Act" dell'anno agli "Amadeus Austrian Music Awards". Premio che celebra il suo impatto sulla scena musicale internazionale soprattutto grazie al successo dei suoi brani: L’Amour Toujours e Bla Bla Bla.
Nel 2002 gli viene affidato il remix di Objection (Tango), nuovo singolo di Shakira.
Il 12 marzo 2002 crea un forum dal nome "Casa Dag" da lui gestito.
Non è solo un forum, ma uno spazio dove Gigi ha scelto di comunicare in modo diretto e autentico con i suoi fan, e dove i fan stessi possono parlare tra di loro.

### 2003-2007
Nel 2003, conduce Il programmino di Gigi D'Agostino su Radio Italia Network e lavora con un nuovo team di produttori formato da Angelo Pandolfi, Ludo Dream (Luca Ludovico), Fabio Maccario, Luca Noise (Luca Martire) e Gerolamo Sacco.
Tra le prime pubblicazioni della nuova Noisemaker ci sono, in ordine: il singolo Silence, a fine 2003, la compilation Live At Altromondo Studios, il singolo digitale Once Upon a Time, e quindi la Noisemaker Compilation Volume 1. Aspetto rilevante di questo periodo, la nascita del Lento violento, uno stile inventato dallo stesso Gigi sulla base delle sue produzioni a bassi bpm, tra gli 80 e i 110, di matrice afro, come dimostra la ripubblicazione di Voyage, un tempo b-side del singolo Bla Bla Bla, nella citata Noisemaker Compilation. Le prime pubblicazioni definite entro tal ambito sono appunto Voyage, originalmente pubblicata nel 1999, e le produzioni di Luca Noise sotto lo pseudonimo La Tana del Suono nella Altromondo Compilation.

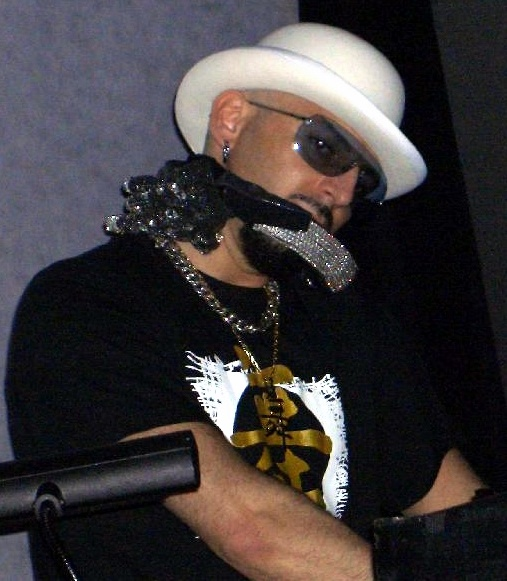
Gigi D'Agostino nel 2005

Nel 2005 esce il suo terzo album ufficiale, L'Amour Toujours II pubblicato dopo un periodo difficile. Questo doppio album, unito alla pubblicazione della Benessere Compilation, anch'essa doppio cd, rafforza il pubblico live che segue Gigi a tal punto che, nell'autunno del 2005, la nuova radio m2o, appena acquistata dal Gruppo Editoriale L'Espresso, affida a D'Agostino un programma settimanale (poi giornaliero), Il cammino di Gigi D'Agostino, che andrà in onda fino al 2009.
Nel marzo 2006 esce Some Experiments, una compilation che sostituisce il preannunciato nuovo album Lento Violento... e altre storie, anch'esso un doppio CD, esce invece nella primavera del 2007 e riceve il disco d'argento per le oltre ventimila copie vendute in un periodo in cui i produttori dance sono ormai presenti solo sulle classifiche di genere stilate dai dj, raggiungendo il terzo posto nella classifica italiana di vendita. 
In questo album il genere lento violento prende una seconda strada, quella di congiunzione con la canzone melodica italiana, Il Cammino in collaborazione con Dimitri Mazza e Vorrei fare una canzone in collaborazione con Gerolamo Sacco. Un altro aspetto rilevante di questo album, Gigi D'Agostino si presenta per la prima volta in maniera esplicita come cantante, oltre che produttore&compositore, e fin dalla prima traccia dell'album, dove troviamo una cover di Ivano Fossati, E di nuovo cambio casa.

### 2008-2017
Nel settembre del 2009 torna su m2o con il programma Quello che mi piace, in onda ogni sabato dalle 14:00 alle 16:00. A dicembre lascia la radio per dedicarsi solo agli eventi in discoteca. Nel giugno 2010 torna nei negozi di dischi con la nuova compilation Ieri & Oggi Mix Vol. 1 composta da 34 brani mixati. La prima settimana va al nono posto della classifica FIMI e al secondo posto della classifica dei produttori musicali indipendenti. A novembre 2010 esce la seconda parte della compilation Ieri & Oggi Mix Vol. 2 composta nuovamente da brani mixati, alcuni inediti e alcuni storici come La Passion ed Elisir. A partire dal 2014 pubblica una serie di inediti sul suo canale YouTube. Oltre a rifacimenti di vecchi classici come L'Amour Toujours o di brani già sentiti ne Il Cammino Di Gigi D'Agostino, troviamo Gigi's Time, che riscontra sin da subito uno straordinario successo nei fans.

### 2017- 2021
Il 17 dicembre 2017 viene aperto un nuovo canale YouTube in cui Gigi D'Agostino, con il suo pseudonimo "Lento Violento", inizia a pubblicare loop e brani inediti di canzoni già conosciute dai fans all'epoca del programma radiofonico Il Cammino Di Gigi D’Agostino, ma che non aveva mai voluto pubblicare nelle raccolte e negli album precedenti.
Con il suo pseudonimo Lento Violento a marzo vengono resi disponibili su tutti i principali store online alcuni nuovi singoli, ovvero: Osservo (Gigi D'Agostino F.M. Mix), L'Uomo delle Cause (Gigi D'Agostino Fenomeni Mix), Storiella (Gigi D'Agostino Piano Mix), Modulo (Gigi D'Agostino Loop), Equilibrio (Gigi D'Agostino Wonky Mix), Sguardi (Gigi D'Agostino Mix), You Are a Liar (Gigi D'Agostino Dark), What a Beautiful Day (Gigi D'Agostino Dark), Frequenze (Gigi D'Agostino Loop), Ti porto Via (Gigi D'Agostino Dark), Frequenze (Gigi D'Agostino Venghi Loop), Don't Listen What People Say (Gigi D'Agostino Sparkle Mix) e Shine on Me (Gigi D'Agostino Sparkle Mix), Fuori Controllo (Ribelle Mix), More (Gigi Dag In Loop) e Insicuro (Gigi Dag In Loop).
L'8 giugno 2018, in collaborazione con il DJ producer lituano Dynoro, presenta il singolo In My Mind. Agli inizi del 2019 pubblica l'EP Gigi's Time. Nei mesi seguenti pubblica due nuove raccolte, Gigi D'Agostino Collection, Vol. 1 e Gigi D'Agostino Collection, Vol. 2 in cui, oltre a brani "lento violento", compaiono diverse tracce italodance. Nell'agosto del 2019 BBC dichiara di avere la residenza in Svizzera, vicino a Lugano, città in cui ha sede anche il suo studio di registrazione.
Il 28 maggio 2020 viene presentato il nuovo singolo Hollywood in collaborazione con il DJ e produttore Italiano LA Vision su etichetta Time Records. Il 28 agosto dello stesso anno pubblica un nuovo album con lo pseudonimo Lento Violento e intitolato Mantra Dag. Il 28 novembre 2020 Gigi D'Agostino pubblica l'album Smoderanza. Nel dicembre 2020, grazie all’idea di Roby Giordana, viene pubblicato un remix del brano L'Amour toujours. Il ricavato del brano è stato donato per sostenere i lavoratori dello spettacolo fermi da mesi a causa della pandemia; al progetto hanno aderito Kim Lukas, Emanuele Caponetto, Neja, Ann Lee, Haiducii, Kronos, Brothers, M-Violet, e tanti altri artisti del panorama dance anni 90. Nel 2021 Gigi crea una nuova playlist sul canale YouTube Lento Violento, chiamata "The History of Lento Violento", dove inizia a caricare diverse tracce di genere lento violento. Apre poi un nuovo canale YouTube, Tuttodag, dove carica regolarmente tracce di genere progressive e italodance, in alcuni casi inedite, in altri extended mix o edit di tracce già pubblicate nel corso della sua carriera. Nella fine di febbraio compare un nuovo singolo, Never Be Lonely, in collaborazione con Emotik e i Vize. Il 25 marzo pubblica, sotto lo pseudonimo Lento Violento, l'EP Slowerland 2, in collaborazione con Astro Musico (pseudonimo di Luca Noise).

### La malattia e il ritorno
Nel 2021 è costretto ad annullare alcune date del suo tour a causa di problemi di salute, che lo costringono a sottoporsi a una terapia.
In seguito il 17 dicembre 2021, tramite i propri canali social, annuncia di stare «combattendo con un grave male» che lo «ha colpito in modo aggressivo»; il 15 gennaio 2022 pubblica una foto in cui si mostra appoggiato a un deambulatore.
Pur lontano dalle scene e mantenendo uno stretto riserbo sull'andamento delle cure (interrotto occasionalmente da nuove foto sui social e brevi comunicazioni tramite il suo forum ufficiale Casa Dag), il 15 agosto 2022 torna con un nuovo EP, Vibration, prodotto in collaborazione con Luca Noise. Come già avvenuto negli album precedenti, anche in Vibration Gigi D'Agostino sperimenta diversi generi musicali, sino all'hardstyle. Pochi giorni più tardi viene pubblicato un nuovo EP sempre in collaborazione con Luca Noise, Circo Uonz - B side. Contemporaneamente torna a caricare tracce sul canale Tuttodag, creando una nuova playlist denominata Gigidag Radio, dove figurano alcuni tra i brani suonati nei suoi programmi radio tra il 2003 e il 2009, fino a quel momento inediti.
Nel 2023 torna con un nuovo album, dal titolo Slowerland III, pubblicato sotto lo pseudonimo Lento Violento.
A seguito del miglioramento delle sue condizioni di salute (come confermato in un ulteriore post social dell'8 dicembre 2023 e in successivi articoli giornalistici), torna a esibirsi pubblicamente il 9 febbraio 2024 in qualità di ospite della quarta serata della 74ª edizione del Festival di Sanremo: in collegamento dalla nave Costa Smeralda, propone alla console un mix dei suoi più grandi successi.
Il 21 giugno 2024 torna a esibirsi dopo il lungo periodo di pausa con un grande concerto a Milano. Seguiranno altri numerosi eventi in Italia, Austria e in Germania.
Inoltre è stato il DJ resident del Cocoricò durante l'estate 2024, ogni venerdì dal 5 luglio al 23 agosto.

## Pseudonimi
Elenco dei nomi o anche propri titoli con cui Gigi D'Agostino si è presentato discograficamente:
- Gigi Dag
- GG D'Ag
- D'Agostino Planet
- Dottor Dag
- Egiziano
- Elettrogang (L. Di Agostino, Gerolamo Sacco)
- Flowers' Deejays (L. Di Agostino, Mario Scalambrin, Roberto Guiotto)
- Gigi D'Agostino & Daniele Gas (L. Di Agostino, Daniele Gas)
- Gigi D'Agostino & Ludo Dream (L. Di Agostino, Luca Ludovico)
- Gigi D'Agostino & Mauro Picotto (L. Di Agostino, M. Picotto)
- Gigi D'Agostino & The Magic Melodien (L. Di Agostino, Gerolamo Sacco)
- Gigi & Molly (L. Di Agostino, Maurizio Molella)
- Il Folklorista
- Il Grande Viaggio
- La Tana Del Suono (L. Di Agostino, Luca Martire),
- Lento Violento Man
- Love Transistor (L. Di Agostino, Luca Ludovico)
- MindsJourney
- Musichismo
- NoiseMaker
- Officina Emotiva (Angelo Pandolfi, L. Di Agostino, Luca Martire)
- Onironauti (L. Di Agostino, Stefano Di Carlo)
- Orchestra Maldestra
- Uomo Suono
- Gigi Noisemaker
- Circo Uonz
- Il Maestro
- Scialadance
- Lento Violento
- Entropia Sonora (L. Di Agostino, Massimiliano Pompegliani)
- Tuttodag
- Gigi Noise Maker

## Discografia

### Album in studio
- 1996 – Gigi D'Agostino
- 1999 – L'Amour Toujours
- 2004 – L'Amour Toujours II
- 2005 – Disco Tanz
- 2006 – Some Experiments
- 2007 – Lento Violento... e altre storie
- 2007 – La Musica Che Pesta
- 2008 – Suono libero
- 2018 – Fastolento
- 2018 – Treno Lento
- 2019 – Lentonauta
- 2019 – Scialescion
- 2019 – Gigi D'Agostino Collection, Volume 1
- 2019 – Gigi D'Agostino Collection, Volume 2
- 2020 – Lentonauta Film
- 2020 – Mantra Dag
- 2020 – Slowerland
- 2020 – Smoderanza
- 2021 – Lentonauta 2 - Mondo Dag Experience
- 2022 – Tecno Tonica
- 2023 – Lento Violento Dance - Slowerland 3
- 2023 – Smoderanza 2

### Raccolte
- 1996 – The Greatest Hits
- 1996 – Le voyage '96
- 1996 – Le voyage estate
- 1996 – A Journey Into Space
- 1997 – Progressive Hyperspace
- 1999 – Eurodance 99
- 2001 – Il grande viaggio
- 2003 – Il programmino di Gigi D'Agostino
- 2004 – Live At Altromondo Part II
- 2004 – NoiseMaker Compilation - Laboratorio 1
- 2004 – Compilation Benessere 1
- 2005 – NoiseMaker Compilation - Laboratorio 2
- 2005 – NoiseMaker Compilation - Laboratorio 3
- 2006 – Greatest Hits 2006
- 2009 – The Essential Gigi D'Agostino
- 2010 – Ieri & Oggi Mix Vol. 1
- 2010 – Ieri & Oggi Mix Vol. 2
- 2012 – The Essential - Xmas Best
- 2012 – Best Of

### EP
- 1994 – Experiments Vol. 1
- 1994 – Creative Nature vol. 1
- 1994 – Creative Nature vol. 1 RMX
- 1994 – Creative Nature vol. 2
- 1995 – Melody Voyager
- 1996 – Giallone Remix
- 1997 – Gin Lemon E.P.
- 1999 – Tanzen E.P.
- 2000 – Tecno Fes
- 2000 – Tecno Fes 2
- 2001 – L'Amour Toujours EP
- 2003 – Underconstruction 1: Silence
- 2004 – Underconstruction 2: Silence Remix
- 2004 – Underconstruction 3: Gigi D'Agostino Remix
- 2004 – Noisemaker EP
- 2005 – Movimenti incoerenti vol. 1
- 2005 – Movimenti incoerenti vol. 2
- 2005 – Movimenti incoerenti vol. 3
- 2005 – Sostanza noetica E.P.
- 2018 – Girandola, Vol. 1
- 2018 – Ways, Vol. 1
- 2019 – Dark
- 2019 – Gigi's Time
- 2019 – We Will Fly E.P.
- 2020 – Hollywood New Mixes
- 2021 – Lasciatemi perdere
- 2021 – Slowerland 2
- 2022 – Vibration
- 2022 – Circo Uonz - B side
- 2022 – Circo Uonz 2 - B side
- 2022 – Tanzen Lab - Double Fantasy
- 2022 – Dance Lullaby
- 2023 – Tanzen Lab 2 (Reinterpretation 2014 - 2023)
- 2024 - Sound of Love
- 2024 - Total Eclipse

### Live
- 2003 – Live at Altromondo
- 2004 – Live at Altromondo vol. 2

### Singoli
- 1993 – Made of stone - Satellite
- 1993 – Morning time - Blasfemia
- 1994 – Noise Maker Theme/Catodic Tube
- 1994 – The Mind's Journey
- 1995 – Sweetly
- 1995 – Fly
- 1996 – Elektro Message/Gigi's Violin
- 1996 – Angel's Symphony (R.A.F by Picotto & Gigi D'Agostino)
- 1996 – New year's day
- 1997 – Music (An Echo Deep Inside)
- 1997 – Gin Lemon
- 1998 – Cuba Libre
- 1998 – (Your love) Elisir
- 1999 – Bla Bla Bla
- 1999 – The Riddle
- 1999 – Another Way
- 1999 – La Passion
- 2000 – L'Amour Toujours (I'll Fly with You)
- 2001 – Super (1, 2, 3) (Gigi D'Agostino & Albertino)
- 2001 – Tecno Fes
- 2001 – Un giorno credi (Gigi D'Agostino feat. Edoardo Bennato)
- 2003 – Taurus
- 2004 – Silence
- 2004 – Con il nastro rosa (Gigi & Molly)
- 2004 – Gigi's Goodnight (Gigi D'Agostino & Angelo Pandolfi)
- 2004 – Soleado (Gigi & Molly)
- 2004 – Summer of Energy (Gigi D'Agostino & Datura)
- 2004 – Canto Do Mar (Molto Folk)
- 2004 – Momento Contento
- 2005 – Wellfare
- 2005 – I Wonder Why
- 2011 – Stay with Me
- 2018 – In My Mind (Dynoro e Gigi D'Agostino)
- 2020 – Hollywood
- 2021 – Never Be Lonely (Gigi D'Agostino, Vize, Emotik)
- 2021 – In & Out (Gigi D'Agostino & LA Vision)
- 2021 – The Love Do Do (Gigi D'Agostino & Luca Noise)
- 2021 – Beautiful (Gigi D'Agostino & Luca Noise)
- 2021 – One More Dance (Gigi D'Agostino, Marnik, Luca Noise)
- 2024 – Shadows Of The Night (Gigi D'Agostino, Boostedkids)
- 2024 – Only You (Gigi D'Agostino, Savage)
- 2025 – My New Life (Gigi D'Agostino, Myne, Scialadance)
- 2025 – Yo Te Darè (Gigi D'Agostino, Lizot, Widemode)
- 2025 – Tarantella Tarantella (Gigi D'Agostino, Terraróss)

### Remix
- 1992 – Uipy (Rave Tirolers)
- 1992 – Sexo sexo (Remixes, Wendy Garcia)
- 1994 – Dirty Work (Groove Planet)
- 1994 – No War (The Remixes, Harmonya)
- 1994 – Tin Drums (Tin Drums)
- 1995 – Android the Remixes (2 Culture in a Room)
- 1996 – 2 Cultures In A Room (Android)
- 1996 – Hyper Mixes (Cappella)
- 1996 – The Flame (Fine Young Cannibals)
- 1996 – I Believe (John Robinson)
- 1996 – Endless (Voyager)
- 1997 – Ancient Person of My Heart (Divine Works)
- 1997 – Il giardiniere (Remix, Niccolò Fabi)
- 1997 – In 2 My Life (Special Mixes, R.A.F. By Picotto)
- 1997 – Gipsy Boy (Sharada House Gang)
- 1998 – Batticuore (Fiorello)
- 1998 – Planet Love (Remixes, DJ Quicksilver)
- 1999 – Lizard '99 (Mauro Picotto)
- 2000 – Ritual Tibetan (Kaliya)
- 2000 – Cada Vez (Negrocan)
- 2000 – Ice Ice Baby 2001 (Reanimator feat. Vanilla Ice)
- 2001 – Un giorno credi feat. Edoardo Bennato
- 2001 – Carillon (Magic Box) (Magic Box)
- 2002 – Put On Your Red Shoes (Ago)
- 2003 – Android (Remixes, Gianni Parrini)
- 2003 – Objection (Tango) (Shakira)
- 2004 – White Flag (Dido)
- 2005 – Moonlight Shadow (Dana Winner)
- 2018 – Lemon Tree (Gigi Dag Mix) (Fool's Garden)